# Непотягово (Вологодская область)
Непотягово — посёлок в Вологодском районе Вологодской области. Административный центр Спасского сельского поселения и Спасского сельсовета. Расположен на левом берегу реки Шограш.

## География
Расстояние до районного центра Вологды по автодороге — 10 км. Ближайшие населённые пункты — Кудрино, Авдотьино, Дмитриевское.

## История
До 26 декабря 2001 года Непотягово имело статус деревни.

## Население
| 2010 |
| ---- |
| 1310 |

По переписи 2002 года население — 1200 человек (543 мужчины, 657 женщин). Преобладающая национальность — русские (98 %).

## Культура
- Храм в честь Преображения Господня (на момент 2020 находится на этапе строительства)[5]
- Обелиск, посвященный ВОВ